# 文京区立汐見小学校
文京区立汐見小学校（ぶんきょうくりつしおみしょうがっこう）は、東京都文京区千駄木2丁目にある区立小学校。

## 沿革
- 1926年（大正15年）1月20日 - 校舎新築起工。
- 1927年（昭和2年）
  - 3月31日 - 校舎竣工。
  - 4月1日 - 東京市汐見尋常高等小学校として開校。
  - 5月27日 - 落成式を挙行。この日を開校記念日と定める。
- 1929年（昭和4年）7月23日 - プール完成。
- 1932年（昭和7年）4月22日 - 校歌制定。
- 1934年（昭和9年）
  - 4月1日 - 東京市汐見尋常小学校と改称。
  - 9月15日 - 校旗制定。
- 1939年（昭和14年）4月1日 - 東京市汐見尋常高等小学校と改称。
- 1941年（昭和16年）4月1日 - 国民学校令により、東京市汐見国民学校と改称。
- 1943年（昭和18年）7月1日 - 東京市と東京府が統合した東京都発足（東京都制施行）により、東京都汐見国民学校と改称。
- 1944年（昭和19年）8月28日 - 戦局の悪化により、栃木県塩原へ集団疎開のため、出発。
- 1945年（昭和20年）10月13日 - 栃木県塩原に疎開した児童が帰京
- 1947年（昭和22年）4月1日 - 学制改革により、東京都文京区立汐見小学校と改称。
- 1948年（昭和23年）5月15日 - 汐見小学校父母と教師の会結成。
- 1953年（昭和28年）9月11日 - 汐見幼稚園を併設。
- 1962年（昭和37年）11月1日 - 給食調理室が完成し、火入れ式挙行。
- 1984年（昭和59年）7月21日 - 校舎全面改築工事開始。
- 1987年（昭和62年）
  - 3月12日 - 改築工事が完了し、全面移転する。
  - 11月7日 - 開校60周年と新校舎園落成記念の両記念式典挙行。
- 1988年（昭和63年）5月 - 校庭、外壁に『滝』完成。
- 1989年（平成元年）2月 - 築山跡『観察園』完成。
- 1992年（平成4年）11月20日 - 開校65周年記念式典挙行し、音楽会開催。
- 2011年（平成23年）8月30日 - 校庭が全面人工芝となる。
- 2013年（平成25年）
  - 4月1日 - 特別支援学級（しおみ学級）設置。
  - 6月5日 - 特別支援学級開級式挙行。

### この節の出典
- 学校沿革の概要及び歴代校長（学校ホームページ内）

## 通学区域
- 向丘2丁目（14番5号、14番6号・20番2号～20番13号・21番全域、22番全域・23番2号～23番16号・31番～34号(各全域)）、千駄木1丁目（全域）、千駄木2丁目（全域）、千駄木3丁目（27番9号～11号・28番1号～6号・28番10号～14号・28番7号の一部(一部は千駄木小学校学区)・29番～42番(各全域)）、千駄木5丁目（1番・2番2号～2番7号・2番10号～2番21号・8番の一部(一部は千駄木小学校学区)・3番～5番(各全域)・6番9号～6番17号）[1][2]

## 学校周辺
- 文京区立第八中学校 - 公立中学校に進学する場合の主な進学先で、敷地が隣接。
- 汐見児童遊園 - 敷地が隣接
- 文京区立本郷図書館
  - 鴎外記念室
  - 本館
    - なお、鴎外記念室と本館は少し離れている。
- 東京都道452号神田白山線
- 文京区立しおみ保育園
- 世尊院
- テンダーラビング保育園
- 日本医科大学
  - 検診医療センター
  - 事務局別館
  - 中央図書館
  - 西館
  - 高度救命救急センター
  - 付属病院
- 東京都道437号秋葉原雑司ヶ谷線
- 東京メトロ千代田線千駄木駅

## アクセス
- 東京メトロ千代田線千駄木駅（出口1）から、徒歩約310m・約5分。
  - このほか、学校ホームページには、「東京メトロ南北線東大前駅・本駒込駅、JR東日本日暮里駅からもアクセス可能」と記載されている。
- 文京区コミュニティバス「Bーぐる」で、「千駄木駅（団子坂下）」バス停下車後、徒歩約275m・約4分。
- 都営バス「草63」系統で、
  - 「団子坂下」バス停下車後、徒歩約345m・約5分。
  - 「千駄木一丁目」バス停下車後、徒歩約365m・約6分。